# Peer Hultberg
Peer Hultberg (* 8. November 1935 in Vangede, Gentofte Kommune, Dänemark; † 20. Dezember 2007 in Hamburg) war ein dänischer Schriftsteller, Slawist und Psychoanalytiker.

## Leben
In Vangede nördlich von Kopenhagen geboren, wuchs Peer Hultberg in Horsens und von 1947 bis 1953 in Viborg auf, wo sein Vater Richter war. Er studierte Romanistik, Musikwissenschaft und Slawistik (mit Tschechisch als Hauptsprache) an der Universität Kopenhagen und an der University of London. 1967 promovierte er mit einer Arbeit über den Stil des polnischen Autors Wacław Berent.
Von 1963 bis 1968 unterrichtete er polnische Literatur in London, von 1968 bis 1973 als Professor in Kopenhagen. Zeitweise lebte er in Skopje und Warschau. Ab 1973 ließ er sich, unter anderem am C. G. Jung-Institut Zürich, zum Psychoanalytiker ausbilden; anschließend eröffnete er in Frankfurt am Main eine Praxis. 1984 ließ sich Hultberg als Autor und Analytiker in Hamburg nieder.
Er lebte über zwanzig Jahre in einer Lebens- und Künstlergemeinschaft mit dem Schweizer Maler, Fotografen und Konzeptkünstler Alfred Wäspi zusammen, der mehrere seiner Bücher illustrierte. Hultberg starb im Dezember 2007 an Krebs.

## Werk
Peer Hultbergs literarisches Werk ist der europäischen Moderne zuzurechnen. Sein Durchbruch gelang ihm 1985 mit dem voluminösen Roman „Requiem“, der 537 Kapitel enthält und in der Originalausgabe einen Umfang von 611 Seiten hatte. Jedem dieser kurzen Kapitel ist eine neue Stimme zugeordnet, eine Person mit jeweils individuellen Schmerzpunkten und Schicksalsschlägen. Die verschiedenen Biographien weisen dabei keinen sofort erkennbaren Zusammenhang zu den übrigen Kapiteln und Personen auf.

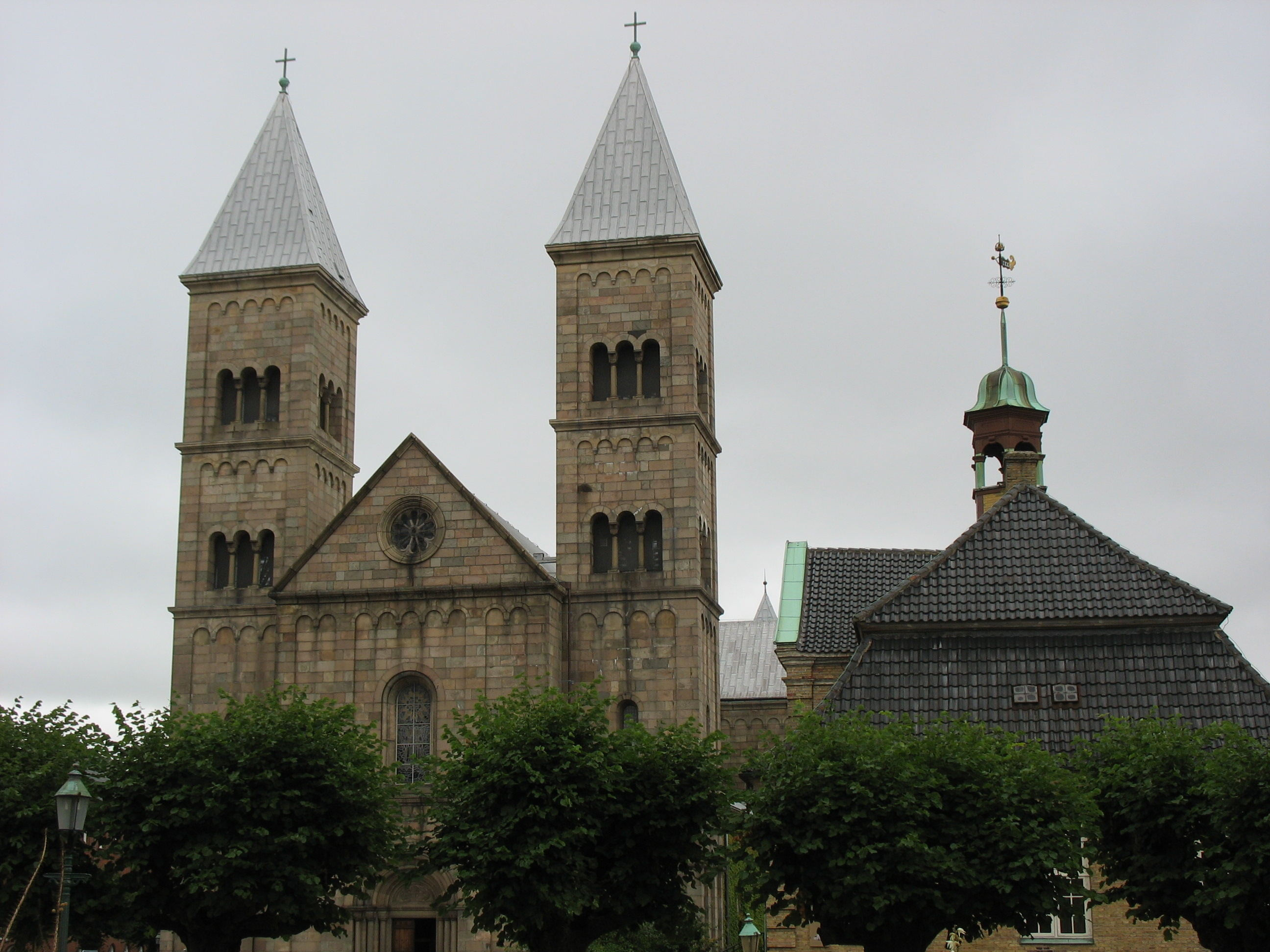
Die Stadt Viborg bildet die Kulisse für Hultbergs Roman Die Stadt und die Welt

Dieses Prinzip variierte Hultberg 1992 in seinem sogenannten „Roman in hundert Texten“ namens „Die Stadt und die Welt“. Das Buch setzt sich aus den Kurzporträts von hundert fiktiven Menschen zusammen, die im 20. Jahrhundert in der jütischen Stadt Viborg gelebt haben. Ein auktorialer Erzähler berichtet distanziert und unberührt von ihren Lebensläufen, die sich allmählich immer stärker miteinander verbinden. Mit feinem Gespür für lebensentscheidende Situationen werden Wendepunkte von Biographien beschrieben, die fast alle tragisch enden. So gesehen ist der Titel des Buches, der auf den traditionellen Segen Urbi et Orbi des Papstes anspielt, als tief ironisch zu verstehen. Die einzelnen, nicht selten archetypisch konturierten Figuren treten mit ihren Charakteristika jeweils kurz hervor und färben die Erzählrede, die sich dadurch wiederum als „Stimme“ etabliert, die anhebt, schnell wieder verstummt und am Ende im Chor des Viborgschen Gesanges kaum noch als separate Äußerung wahrgenommen wird. Die fragmentarischen Einzeltexte verdichten sich zu einem Gewebe, dem letztlich nur die Leser Struktur und Zusammenhang verleihen können. Die dänische Literaturgeschichte Litteraturens Veje bemerkt, dass Hultberg seine Figuren und ihr Scheitern verhöhne.
„Präludien“, das 1989 erschien, ist eine untraditionelle biographische Erzählung über die Kindheitsjahre des polnischen Komponisten und Pianisten Frédéric Chopin. Der Roman besteht aus einer Fülle von kleinen Abschnitten, in denen mit impressionistischer Technik die Empfindungen und Gedanken des werdenden Künstlers wiedergegeben werden. Diese Struktur reflektiert nicht zuletzt das Œuvre Chopins, der ebenfalls überwiegend kleinere, unvollendete Kompositionen – Präludien, Improvisationen, Walzer etc. – schuf.

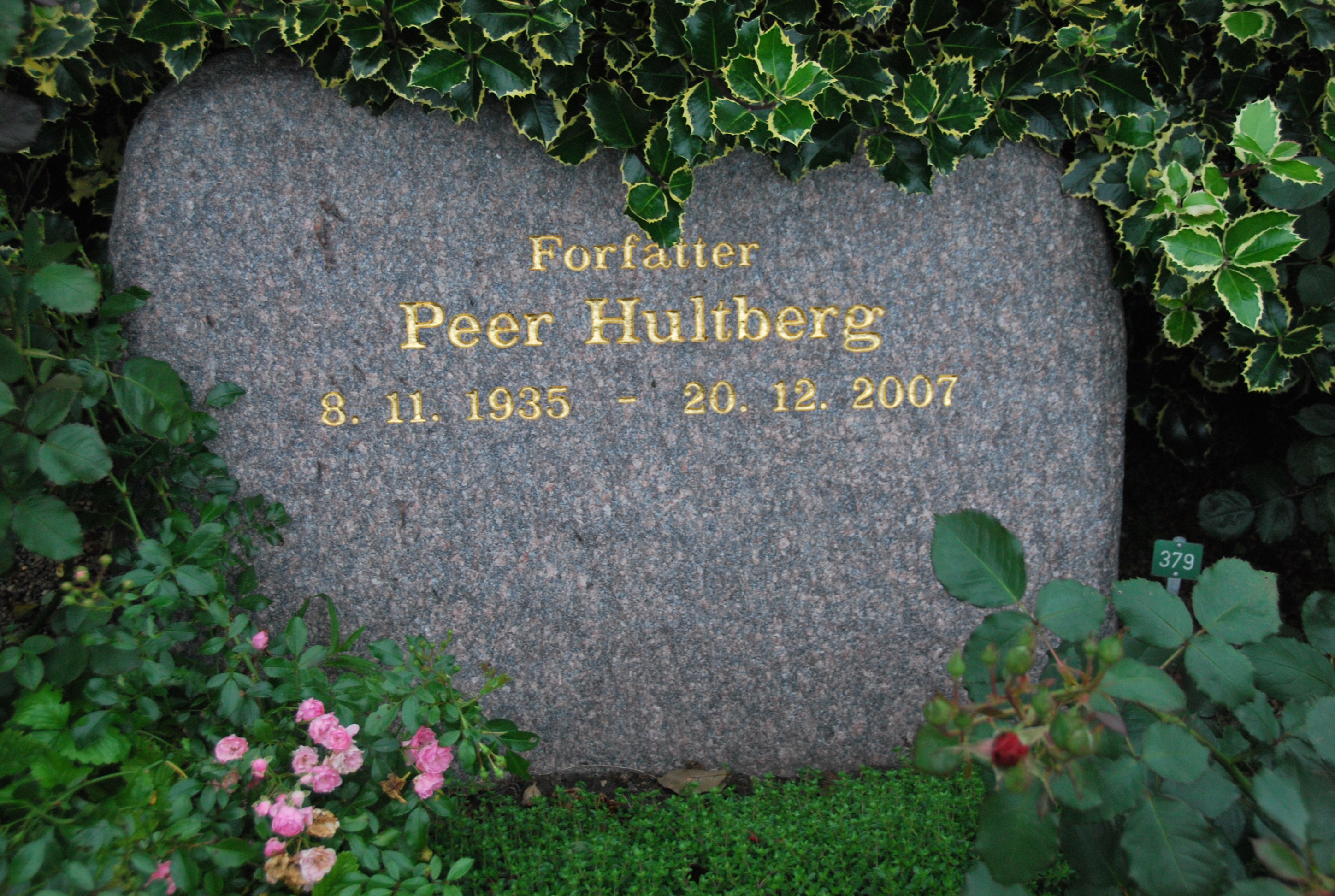
Grab Peer Hultbergs in Viborg

Nach einer Pause von 15 Jahren, in denen Hultberg vor allem mehrere Dramen und Hörspiele schrieb, erschien im Herbst 2007 ein weiteres größeres Prosawerk, der Roman „Eines Nachts“ über den Verfall einer Familie. Das Manuskript war bereits Mitte der siebziger Jahre entstanden, vom dänischen Verleger Hultbergs jedoch abgelehnt worden. Die deutsche Übersetzung des Buches, die sehr positiv aufgenommen wurde ("ein erstaunliches, großes, bewegendes Buch") erschien ein halbes Jahr vor dem dänischen Original, das im Frühjahr 2008 unter dem Titel Vredens nat (Nacht des Zorns) ausgeliefert wurde.
Hultberg übersetzte aus dem Deutschen, Englischen, Französischen und Polnischen, unter anderem Werke von Witold Gombrowicz.
In einem Nachruf würdigte die Kopenhagener Tageszeitung Politiken ihn als einen „großen Literaten mit Wurzeln im kontinentalen Europa“. Die Neue Zürcher Zeitung bezeichnete ihn als „eine der eigenwilligsten Stimmen der skandinavischen Literatur“.

## Werke
- Mytologisk landskab med Daphnes forvandling, 1966
- Desmond!, 1968
- Requiem (Requiem), 1985
- Slagne veje (Spurweiten), 1988
- Præludier (Präludien), 1989
- Byen og Verden (Die Stadt und die Welt), 1992
- Vredens nat (Eines Nachts)[5], 2008
- Selvbiografi (Selbstbiographie), 2009
- Brev (Briefe), 2009

## Auszeichnungen
- 1992 Kritikerpreis  für den Roman Byen og verden
- 1993 Nordischer Literaturpreis  für „Die Stadt und die Welt“
- 1997 Irmgard-Heilmann-Preis
- 2001 Hubert-Fichte-Preis
- 2004 Großer Preis der Dänischen Akademie für sein Lebenswerk